# 長野県道507号・新潟県道239号秋山郷森宮野原停車場線
長野県道507号・新潟県道239号秋山郷森宮野原停車場線（ながのけんどう507ごう・にいがたけんどう239ごう あきやまごうもりみやのはらていしゃじょうせん）は、2006年（平成18年）5月8日に認定された県道。長野県・新潟県境付近の秋山郷、特に長野県内の集落と国道117号との冬季のアクセスを確保する目的で、旧長野県道117号・新潟県道239号北野森宮野原停車場線の区域を取り込み、その区域を秋山郷方面へ延伸する形で路線認定されている。

## 概要
- 起点：下水内郡栄村大字堺（ - 新潟県津南町経由）
- 終点：森宮野原停車場

栄村南部の秋山郷への交通は、冬期間は国道405号による新潟県側からのアクセスに限定される。「平成18年豪雪」では国道405号が通行止めとなり、秋山郷が孤立した。これを受けて、冬季でも長野県内を通行して秋山郷へ達する道路を確保するため、県道の路線認定がなされた。
旧長野県道117号北野森宮野原停車場線と重複する区間が当初はその区域とされたが、その後、区域が延伸されるとともに、長野県道117号が廃止されたため、現在では全線が長野県道507号として路線認定されている。長野県道として認定されている区間以外の村道区間も、「積雪寒冷地の道路整備」などの事業として長野県主体で整備が行われている。

## 地理
- 長野県
  - 下水内郡栄村
- 新潟県
  - 中魚沼郡津南町
- 長野県
  - 下水内郡栄村

### 交差する道路
- 長野県道407号長瀬横倉停車場線（長野県下水内郡栄村）
- 新潟県道238号加用逆巻線（新潟県中魚沼郡津南町）
- 国道117号（新潟県中魚沼郡津南町 - 長野県下水内郡栄村重複）
  - 新潟県道49号小千谷十日町津南線（新潟県中魚沼郡津南町、国道117号重複区間）